# 芝浦アイランド

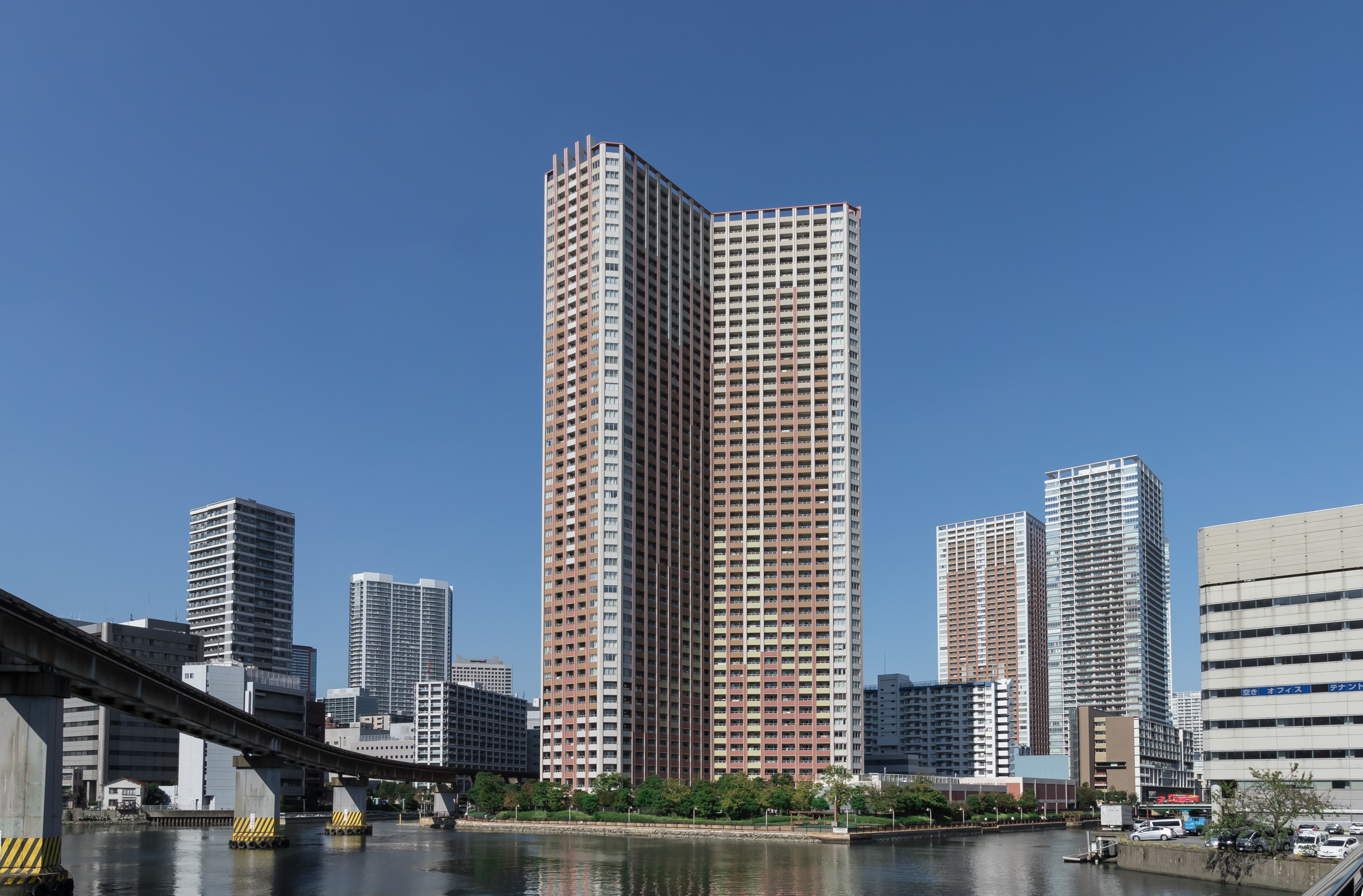
（中央から右へ）ケープタワー、グローヴタワー、ブルームタワー

芝浦アイランド（しばうらアイランド、Shibaura Island）は、東京都港区芝浦4丁目にある再開発地区の総称・愛称である。再開発地区は四方を運河に囲まれた島状の区域のほぼ全周に及び、複数の事業者による高級大規模マンション（賃貸棟2棟、分譲棟2棟）や港区による公共施設などから構成されている。都心居住モデル地区として約4,000戸・計10,000人が暮らす新しい街を官公民一体で創造するプロジェクトとして推進された。

## 概要
再開発地区は東京湾岸の埋立地であり、元々は新三井製糖の工場や、都電の車両工場と操車場、東京都下水道局ポンプ場や都営アパート、フジエクスプレスのバスの車庫などが立地していた。これを独立行政法人・都市再生機構 (UR)、及び民間事業者8社（三井不動産、三菱商事、オリックスリアルエステート、住友商事、新日鉄都市開発、伊藤忠都市開発、大和ハウス工業、ケン・コーポレーション）が共同事業として再開発を行った。
「芝浦アイランド」と名付けられた再開発地区は4つの街区から構成され、超高層マンションが、分譲・賃貸それぞれ2街区ずつ建設されている。地区は南北2ヶ所に分かれており、敷地面積約4.5万平米の北地区にはA1、A2、A3の3街区があり、南地区は敷地面積約1.6万平米の単一街区となっている。
北地区は都市再生機構（当時は都市基盤整備公団）が2001年（平成13年）に東京都から取得、南地区は三井不動産をはじめとする民間事業者6社が新三井製糖から2002年（平成14年）に取得した後に、両地区一体の再開発事業が開始された。完成した芝浦アイランドは、地区全体では総戸数約4,000戸、人口約10,000人の街となっている。

## 各街区の詳細
街区は4区画に分かれており、各街区ともタワー（詳細は後述）を中心に構成されている。また、島を一周する遊歩道が設けられている。

### A1街区・エアタワー

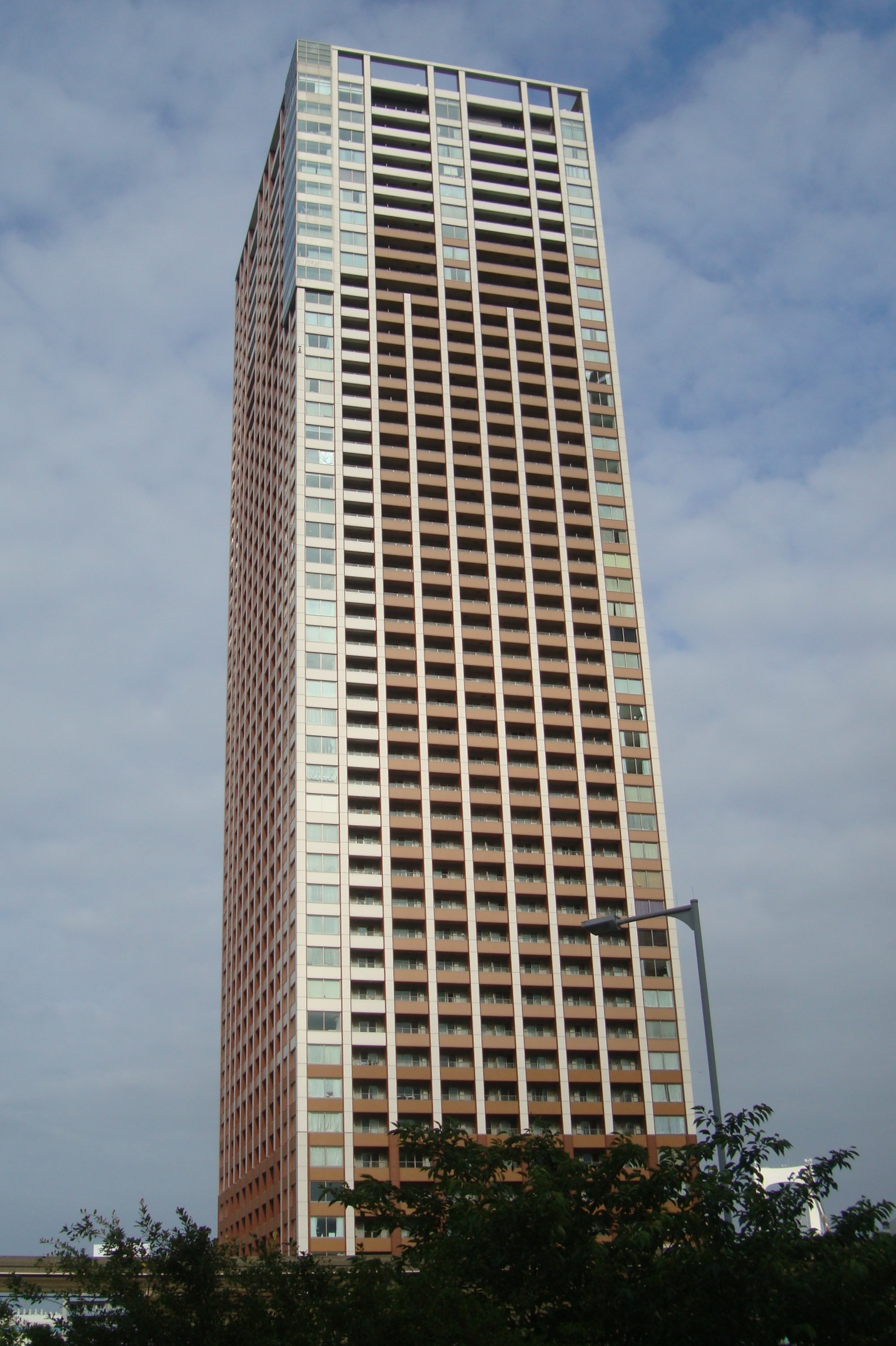
エアタワー

エアタワー（Air Tower）は、地上48階建て、総戸数871戸の高級賃貸マンションであり、エントランス棟のクラブハウスと住宅棟のエアタワーレジデンスおよび店舗棟のエアテラスの3棟構成になっている。住戸の形式は37平米(m2)のワンルーム（家賃15万円台）から229平米の4LDK（家賃150万円台）までで、2007年（平成19年）3月に竣工した。エントランス棟には、コンシェルジュカウンターや入居者専用のカフェ・ファーストラウンジ・各種パーティールーム・シアタールーム・OAルームなどが設けられている。また、エアテラスには店舗（ピーコックストアなど）が入居している。住人には、クルーザーのチャーターサービス等も提供しており、東京ベイエリアの魅力を満喫できる。
A1街区の土地所有者は都市再生機構 (UR)であり、民間供給支援型賃貸住宅制度により民間事業者が定期借地権を借地期間70年で取得して賃貸住宅を運営している。この街区の民間事業者は、三井不動産、ケン・コーポレーション、新日鉄都市開発、オリックスリアルエステートである。
飲食・商業施設
- デザインモール Air Terrace
  - バグースバー芝浦アイランド（バーレストラン）
  - ピーコックストア 芝浦アイランド店（スーパーマーケット）
    - ケンタッキーフライドチキン　ピーコック芝浦アイランド店
    - 国際クリーニング芝浦アイランド店

  - 東京ハーバーボートライセンススクール
  - biima school芝浦アイランド校（総合スポーツ保育園）
  - アンジェリカ保育園　芝浦園
  - 芝浦アイランド歯科
  - ハローストレージ芝浦アイランド
  - オリックスカーシェア　芝浦４丁目エアテラス
  - 三井のリパーク　芝浦アイランドエアテラス駐車場
- キャナルステップ（レストスペース）
- キャナルポート（桟橋）
- M.I.Launch Port（クルーザーポート）

### A2街区・グローヴタワー

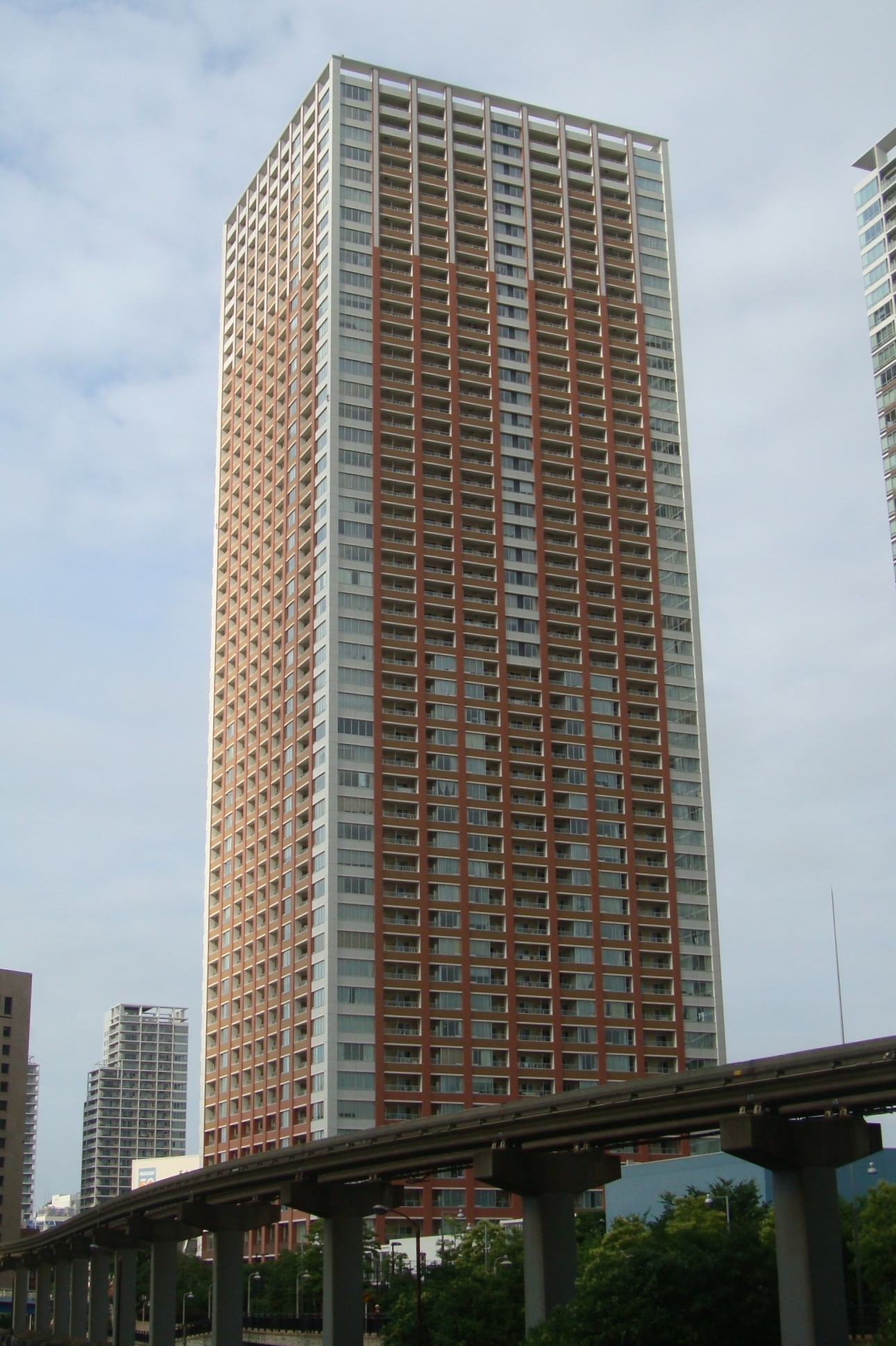
グローヴタワー

グローヴタワー（Grove Tower）は、地上49階建、総戸数833戸の分譲マンションである。建築設計および施工は鹿島建設が行い、2007年（平成19年）3月に竣工した。
住戸の形式は47平米の1LDKから178平米の3LDKである。共用部にはコンシェルジュデスク、レインボーブリッジを一望できるビューラウンジ（30階）、リモートワークや会議が可能なキャナルラウンジ、読書・自習スペースのカルチャールーム、バーベキューが可能なアクアテラス、パーティールーム、ゲストルーム、フィットネスルーム、キッズプレイルーム、会議室、ランドリールーム、ガーデンエントランス、レンタサイクル、テニスコートが設けられている。テニスコートはフットサルコートに転用可能。
A2街区の事業者は、三井不動産、三菱商事、オリックスリアルエステート、住友商事、新日鉄都市開発、伊藤忠都市開発である。
- サクラ広場 - 遊歩道・公園

### A3街区・ブルームタワー

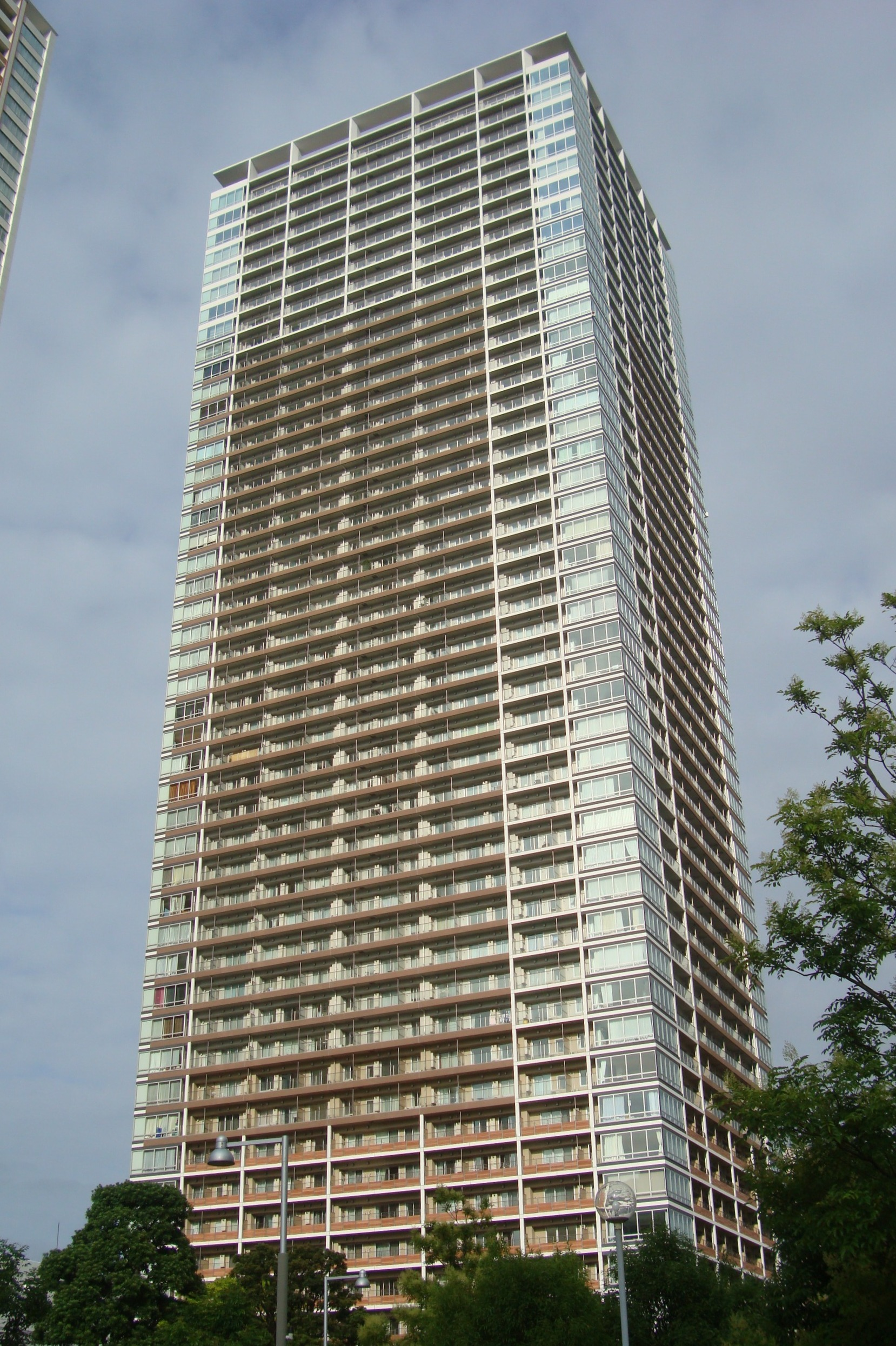
ブルームタワー

ブルームタワー（Bloom Tower）は、総戸数1,028戸の高級賃貸マンションである。設計・施工は清水建設により行われ、2008年（平成20年）9月に竣工した。
A3街区の土地所有者は都市再生機構（UR）であり、民間供給支援型賃貸住宅制度により三井不動産レジデンシャルが定期借地権を借地期間70年で取得して賃貸住宅を運営している。A3街区の開発事業者は三井不動産、大和ハウス工業、ケン・コーポレーション、新日鉄都市開発、オリックスリアルエステートであった。
- NAS Wellness & Spa CLUB芝浦アイランド（スポーツクラブ）- 黒湯天然温泉あり
- クリニックモール「ドクターズポート 」 （医療機関など） - 内科・リウマチ科・小児科・薬局
  - 芝浦アイランド内科クリニック
  - 芝浦こどもクリニック
  - 芝浦アイランド皮フ科
  - 芝浦アイランド歯科
  - 日本調剤 芝浦アイランド薬局
- 芝浦アイランド ブルームホームズ
  - プラテシア 芝浦アイランド（高齢者向け賃貸住宅）
  - グッドタイム リビング 芝浦アイランド（介護付有料老人ホーム）

### 南地区・ケープタワー

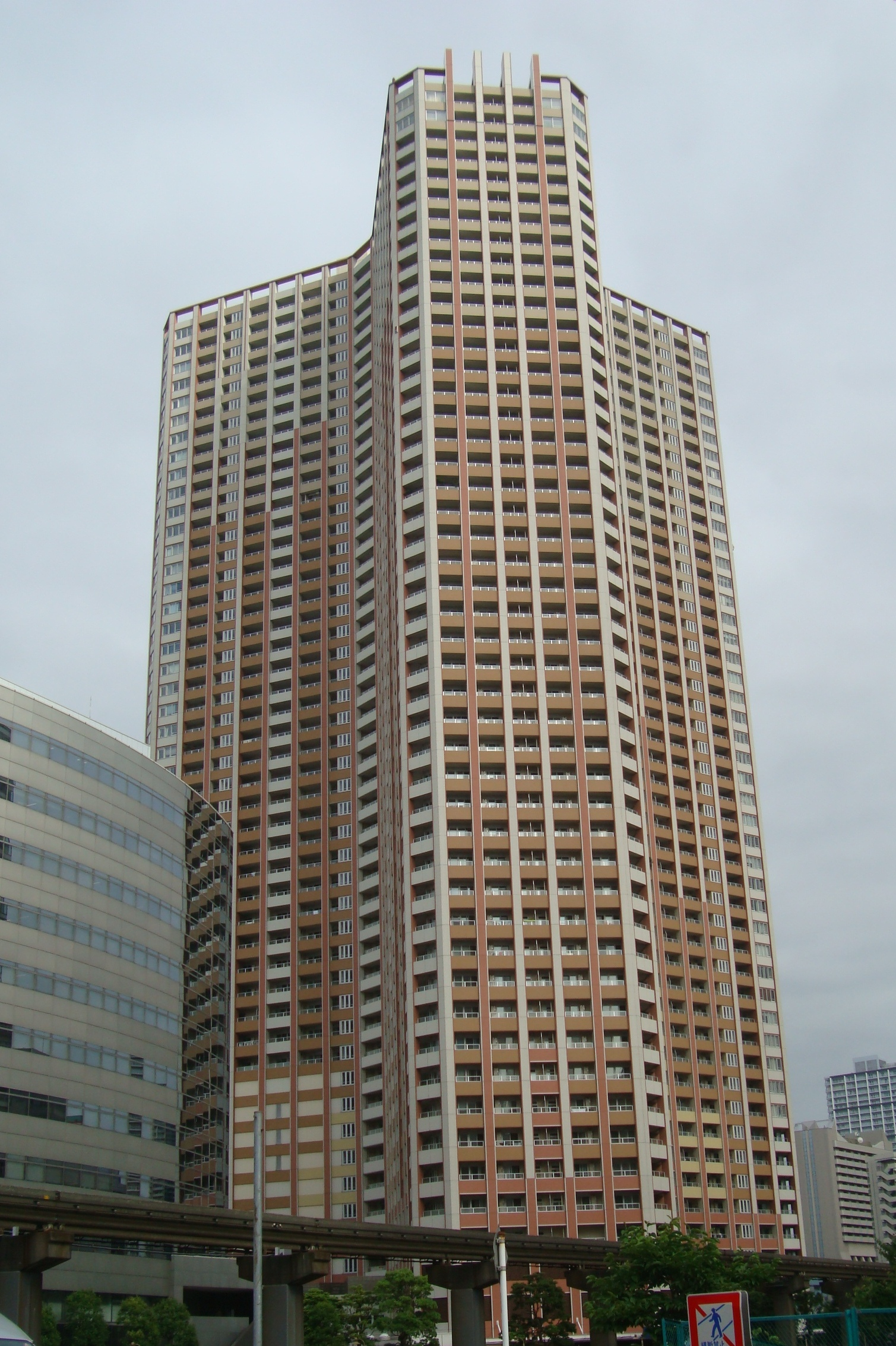
ケープタワー

ケープタワー（Cape Tower）は、地上48階建、総戸数1,095戸の分譲マンションである。住戸の形式は44平米の1LDKから167平米の3LDKである。建築設計および施工は鹿島建設が行い、2007年（平成19年）1月に竣工した。ケープタワーは超高層住居用の建築物としては日本で二番目にトライスターフォルムを採用した。
南地区の開発事業者は、三井不動産、三菱商事、オリックスリアルエステート、住友商事、新日鉄都市開発、伊藤忠都市開発であった。
- ドッグラン
- ビューラウンジ(37階)

### 公益施設・その他
- 遊歩道 - 全長約1.3km。島を一周している。レンガ敷き。
- プラタナス公園 - 約2,500m2。芝生広場には公園名にもなっている樹齢80年（2007年当時）のプラタナスの巨木がシンボルとして存在。
- 港区立芝浦アイランドこども園（保育所型認定こども園）
- 芝浦アイランド児童高齢者交流プラザ（あいぷら）
- 夕凪橋際遊び場（田町スケートパーク）

## 歴史

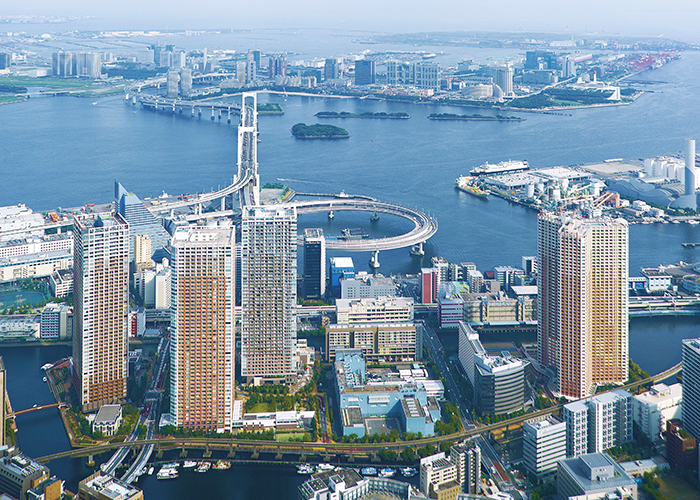
芝浦アイランド全景。運河に囲まれた地域に高層マンションが建設された（2012年）

### 再開発以前の状況
かつては東京湾にあり、20世紀に入り埋め立てられたこの地は、都電の車両工場や製糖工場、都下水道局ポンプ場や都営アパート、バスの車庫などが存在する工業エリアであった。都電工場の痕跡は、近年まで島の北端に架かる船路橋に見られたが、開発に伴い同橋は歩行者専用橋として架け替えられることとなった。
芝浦アイランドの東側の運河は芝浦運河、西側の運河は芝浦西運河である。現在の芝浦アイランド地区は1999年（平成11年）、全国で初めて「高層住居誘導地区」に指定されている。

### 開発中の状況
三井不動産は、ニュースリリースの中で、『旧都電の操車場のなごりであるレール等を歩行者空間にデザインモチーフとして再利用するなど、この土地の歴史を継承した広場空間等のコミュニティスペースを創出します。』とし、都電施設が存在した歴史を新たな街の中で活用していく意向を示している。この方針に沿って、2007年（平成19年）5月28日に竣工した新しい船路橋にはタイルでレールを模った装飾が施された。

## 自治会
住民らが構成する任意参加の自治会「芝浦アイランド自治会」が存在する。自主的な清掃活動などで多くの参加者を集め、2016年（平成28年）には「子供を含め参加者が多い」「交流タイムなどを設け、コミュニティー醸成を図っている」といった理由で港区から美化防犯表彰を受けた。自治会では、今後は外国人住民も巻き込んでいきたいとしている。

## 環境への取り組み

### カニ護岸
「カニ護岸」は芝浦アイランドの再開発時に導入された。国土交通省国土技術政策総合研究所が生物の多様化に向けての調査・実験を行っており、近隣の小学校の課外環境学習の場としても活用される。また、「芝浦アイランド地区街づくり推進協議会」の協力のもと、東京都、港区、国土交通省国土技術政策総合研究所と区民の協同による「芝浦アイランド『海の生き物』の棲処つくりプロジェクト」が展開され、区民参加による生物調査などが実施されている。

### カルガモプロジェクト
街区では、港区が主導して「カルガモプロジェクト」（カモプロ）が展開されている。カモプロは「港区ベイエリア・パワーアッププロジェクト」の一つで、芝浦アイランドの完成前に生息していたカルガモの親子を呼び戻すことを目的としている。2008年には10羽のひなが孵化した。芝浦アイランド自治会やボランティア組織「カモプロ」メンバーにより人工浮き巣や休憩所の清掃を定期的に実施している。

## 交通
街区やタワーにより所要時間は多少異なる。

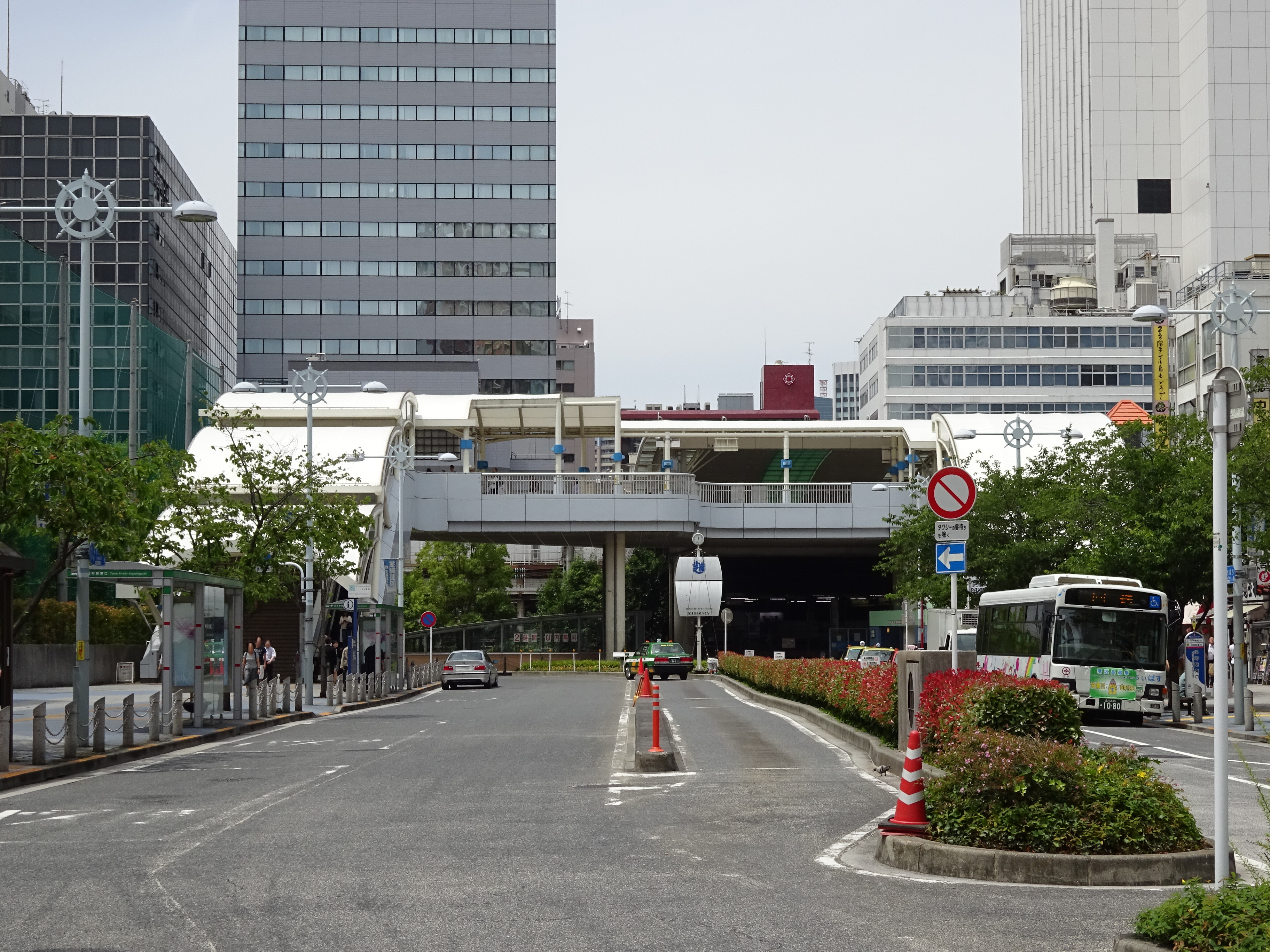
JR東日本山手線・京浜東北線 田町駅 - 芝浦口（東口）より徒歩約8分（グローヴタワー）、約12分（ケープタワー）。
- JR東日本山手線・京浜東北線 高輪ゲートウェイ駅 - 徒歩約14分（グローヴタワー）、約12分（ケープタワー）。
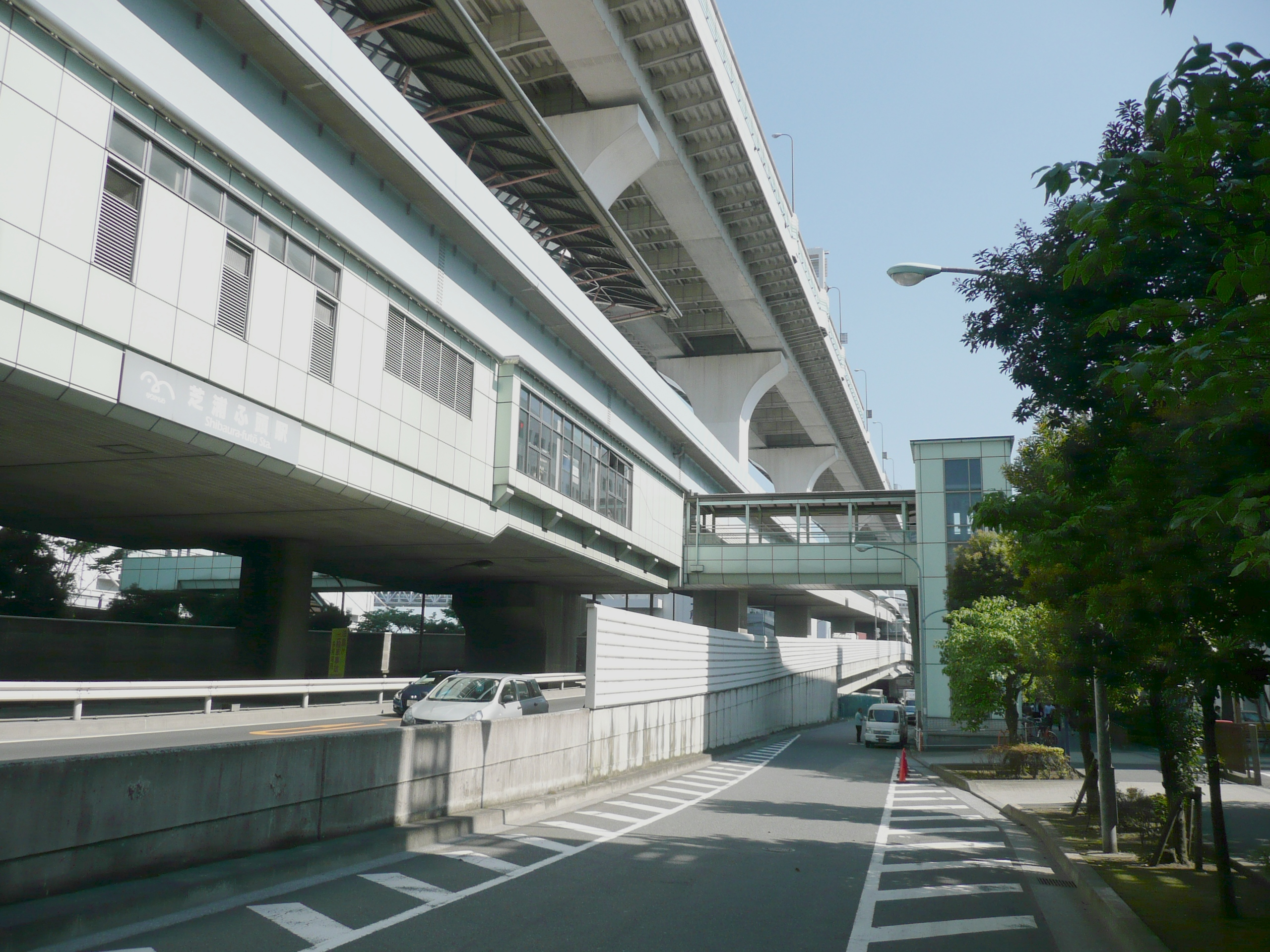
ゆりかもめ 芝浦ふ頭駅 - 徒歩約8分（グローヴタワー）、約11分（ケープタワー）。
- 都営地下鉄浅草線・三田線 三田駅 - 徒歩約10分（グローヴタワー）、約15分（ケープタワー）。
- 観光汽船興業アーバンランチ（水上バス） 芝浦アイランドM.Iランチポート
- 港区コミュニティバス ちぃばす - バス停「芝浦アイランド」「芝浦車庫」
- お台場レインボーバス  - バス停「芝浦三丁目」
- 都営バス  - バス停「芝浦四丁目」「海岸通り」
- 首都高速道路1号線芝浦出入口
- 海岸通り

- 田町駅芝浦口
- 芝浦ふ頭駅